# 猫猫吐吐
『猫猫吐吐』（ニャンニャンオェー）は日本のミュージシャン、anoの1枚目のフル・アルバム。2023年12月13日にトイズファクトリーから発売された。

## 概要
- 初のCD作品。初回、通常共にCD2枚組であり、DISC1はメジャーデビュー以降に発売された配信シングル、新曲を含めた全11曲収録。DISC2にはインディーズ時代にリリースされた配信シングルに未発表曲『イート・スリープ・エスケープ』を含む全7曲収録。
- 初回限定盤はライブ映像を収録したBlu-ray、オフショット等を含む豪華120Pフルカラー仕様となるブックレットを収録[1]。

## 収録内容

### CD〔DISC1〕
1. 「猫吐序曲」
2. 「猫吐極楽音頭」
アルバムリード曲。アルバム発売日の翌日にMVが公開された[2]。
3. 「ちゅ、多様性。」
メジャー3rd配信シングル。テレビアニメ『チェンソーマン』第7話エンディングテーマ。
4. 「涙くん、今日もおはようっ」
メジャー6th配信シングル。バンダイ『Tamagotchi Uni』テレビCMソング。
5. 「普変」
メジャー2nd配信シングル。Webショートアニメ『KUROMI'S PRETTY JOURNEY』エンディングテーマ。
6. 「AIDA」
メジャー1st配信シングル。Netflixアニメ『TIGER & BUNNY2』エンディングテーマ。
7. 「コミュ賞センセーション」
2023年7月に行われた全国ツアー「トキメキ偏愛♡復讐ツアー」にて新曲として披露された楽曲[3]。
8. 「スマイルあげない」
メジャー5th配信シングル。ファーストフードチェーン『マクドナルド』タイアップソング。
9. 「Tell Me Why」
10. 「ンーィテンブセ」
メジャー4th配信シングル。映画『メイヘムガールズ』主題歌。
11. 「鯨の骨」
映画『鯨の骨』主題歌（あの主演）。

### CD〔DISC2〕
1. 「デリート」
1st配信シングル。
2. 「Peek a boo」
2nd配信シングル。
3. 「SWEETSIDE SUICIDE」
3rd配信シングル。
4. 「アパシー」
5th配信シングル。
5. 「絶対小悪魔コーデ」
6th配信シングル。
6. 「F Wonderful World」
作詞：あの／作曲：TAKU INOUE
4th配信シングル。
7. 「イート・スリープ・エスケープ」
未発表曲。スマートフォン向けアクションRPG『ドラガリアロスト』イベント「サバイブ・アイランド」テーマソング。

## 収録曲

### DISC1
| #         | タイトル                     | 作詞                        | 作曲                        | 編曲       | 時間  |
| --------- | ---------------------------- | --------------------------- | --------------------------- | ---------- | ----- |
| 1.        | 「猫吐序曲」                 |                             | TAKU INOUE                  |            | 0:32  |
| 2.        | 「猫吐極楽音頭」             | あの                        | TAKU INOUE、真部脩一、あの  |            | 3:22  |
| 3.        | 「ちゅ、多様性。」           | あの、真部脩一              | 真部脩一                    | TAKU INOUE | 3:08  |
| 4.        | 「涙くん、今日もおはようっ」 | の子、あの                  | の子                        | TAKU INOUE | 4:31  |
| 5.        | 「普変」                     | 尾崎世界観 (クリープハイプ) | 尾崎世界観 (クリープハイプ) | TAKU INOUE | 3:40  |
| 6.        | 「AIDA」                     | あの                        | TAKU INOUE                  |            | 3:42  |
| 7.        | 「コミュ賞センセーション」   | Chinozo、あの               | Chinozo                     |            | 3:33  |
| 8.        | 「スマイルあげない」         | ケンモチヒデフミ、あの      | ケンモチヒデフミ、あの      |            | 3:18  |
| 9.        | 「Tell Me Why」              | あの                        | TAKU INOUE                  |            | 2:12  |
| 10.       | 「ンーィテンブセ」           | あの                        | ANCHOR                      | ANCHOR     | 2:47  |
| 11.       | 「鯨の骨」                   | あの                        | あの                        |            | 6:12  |
| 合計時間: | 合計時間:                    | 合計時間:                   | 合計時間:                   | 合計時間:  | 37:03 |

### DISC2
| #         | タイトル                         | 作詞      | 作曲       | 時間  |
| --------- | -------------------------------- | --------- | ---------- | ----- |
| 1.        | 「デリート」                     | あの      | TAKU INOUE | 3:49  |
| 2.        | 「Peek a boo」                   | あの      | TAKU INOUE | 2:26  |
| 3.        | 「SWEETSIDE SUICIDE」            | あの      | あの       | 4:17  |
| 4.        | 「アパシー」                     | 柊キライ  | 柊キライ   | 2:42  |
| 5.        | 「絶対小悪魔コーデ」             | すりぃ    | すりぃ     | 3:59  |
| 6.        | 「F Wonderful World」            | あの      | TAKU INOUE | 2:22  |
| 7.        | 「イート・スリープ・エスケープ」 | あの      | TAKU INOUE | 2:20  |
| 合計時間: | 合計時間:                        | 合計時間: | 合計時間:  | 21:58 |

### Blu-ray
| #  | タイトル                                                            | 作詞 | 作曲・編曲 |
| -- | ------------------------------------------------------------------- | ---- | ---------- |
| 1. | 「ano 1st Streaming Live」                                          |      |            |
| 2. | 「ano 1st TOUR「トキメキ偏愛♡復讐ツアー」恵比寿リキッドルーム公演」 |      |            |
| 3. | 「ano 1st TOUR「トキメキ偏愛♡復讐ツアー」ドキュメント」             |      |            |

## 演奏
Disc 1
- TAKU INOUE
  - Guitar (#2.3.4.6.9.11)
  - Bass (#4.6.9.11)
- 真部脩一：Bass (#2.3)
- 西浦謙助：Drums (#2.3)
- 永山ひろなお：Piano, Strings Arrangement (#2)
- 宮原ひとみ：Choir & Choir Arrangement (#2)
- 渡辺ほのか：Choir (#2)
- 後藤貴徳：Guitar (#4)
- BOBO：Drums (#4.5.6.10.11)
- 小川幸慈 (クリープハイプ)：Guitar (#5)
- 中尾憲太郎：Bass (#5)
- ANCHOR (鈴木大記)：Guitar & Bass (#10)

Disc 2
- TAKU INOUE：Guitar (#1.2.3.6.7)
- ANCHOR (鈴木大記)：Bass (#1.2)
- BOBO：Drums (#1.2.3.6)
- 中山卓哉：Guitar (#2)
- 河野岳人：Bass (#6)